# 박충원
박충원(朴忠元, 1507년 윤1월 16일 ~ 1581년 2월) 조선 중기의 문신으로, 자는 중초(仲初), 호는 낙촌(駱村)·정관재(靜觀齋), 본관은 밀양(密陽)이다. 박광영(朴光榮)의 손자이자 박계현(朴啓賢)의 아버지이다.

## 생애
일찍이 외숙부 기준(奇遵)의 문하에서 수학했다.
1528년(중종 23) 생원시(生員試)에 장원으로, 진사시(進士試)에 부장원으로 합격했으며, 1531년(중종 26) 문과에 급제했다.
1533년(중종 28) 주서(注書)로서 무과 실시 방법에 대해 아뢰었으며, 이듬해 봉교(奉敎), 전적(典籍), 정언(正言), 또 그 이듬해 이조좌랑(吏曹佐郞)을 거쳤다.
1536년(중종 31) 4월 다시 정언으로 임명되었다가 11월 홍문관교리(弘文館校理)로 옮겼으며, 12월 병이 있던 임억령(林億齡) 대신 원접사(遠接使)의 종사관(從事官)으로 임명되었다.
이듬해 병조정랑(兵曹正郞), 이조정랑(吏曹正郞)을 거쳤으며, 조부 박광영(朴光榮)의 상을 당하자 고인인 아버지 박조(朴藻)를 대신해 상복을 입었다.
상을 마친 후 승문원교검(承文院校檢)을 거쳤다가 1541년(중종 36) 영월군수(寧越郡守)로 나갔다.
당시 3명의 군수가 연이어 죽어서 민심이 흉흉했는데, 박충원이 제문을 지어 단종(端宗)의 묘에 제사를 지낸 후 사람을 시켜 지키니, 5년 동안 재직하면서 탈이 없었다고 한다.
1545년(명종 즉위년) 임기를 마치기 전에 소환되어 원접사 정사룡(鄭士龍)의 종사관으로 임명되었으며, 직강(直講), 봉상시첨정(奉常寺僉正), 군자감첨정(軍資監僉正), 군자감부정(軍資監副正), 사성(司成)을 거쳤다.
이듬해 외직인 성천부사(成川府使)로 임명되었으나 사직했으며, 중시(重試)에 뽑혀 예빈시정(禮賓寺正)으로 승진했다가 우통례(右通禮)·교서관판교(校書館判校)로 옮겼다.
1548년(명종 3) 2월 좌통례(左通禮)로서 경상우도(慶尙右道)에 파견되어 백성을 구휼했으며, 9월 영의정(領議政) 홍언필(洪彦弼)에게 궤장(几杖)을 하사하는 교서(敎書)를 지었다.
1550년(명종 5) 1월 동부승지(同副承旨), 4월 우부승지(右副承旨), 윤6월 대사성(大司成)을 거쳤다가 7월 다시 우부승지로 임명되었다.
같은 해 어머니의 상을 당해 여묘(廬墓)살이를 했으며, 상을 마친 후인 1553년(명종 8) 대사성, 황해도도관찰사(黃海道都觀察使), 이듬해 형조참의(刑曹參議)를 거쳤다.
1556년(명종 11) 세 번째로 우부승지로 임명되었으며, 1558년(명종 13) 4월 좌승지(左承旨)로서 의주목(義州牧)의 기근이 심함을 아뢰었다.
5월 도승지(都承旨), 8월 5일 우윤(右尹), 8월 15일 병조참판(兵曹參判)를 거쳤으며, 이후 밀원군(密原君)으로 봉해졌다.
1560년(명종 15) 7월 예조참판(禮曹參判), 8월 대사헌(大司憲)을 거쳤다가 이듬해 전라도도관찰사(全羅道都觀察使)로 나갔는데, 1562년(명종 17) 4월 옥구현(沃溝縣)의 공물을 견감(蠲減)해 줄 것을 청해 3분의 2를 감면받게 했다.
8월 좌윤(左尹), 10월 우윤, 이듬해 청홍도도관찰사(淸洪道都觀察), 또 그 이듬해 2월 홍문관제학(弘文館提學), 3월 병조참판, 9월 대사헌을 거쳤다가 10월 특지(特旨)로 형조판서(刑曹判書)로 임명되었다.
1565년(명종 20) 1월 왕명으로 홍섬(洪暹)·윤춘년(尹春年)과 함께 성균관(成均館)에서 제술 시험을 주관했으며, 12월 호조판서(戶曹判書), 이듬해 1월 병조판서(兵曹判書)를 거쳤다.
4월 민기(閔箕)와 함께 새 대제학(大提學) 후보로 정해졌는데, 박충원이 양관(兩館)의 대제학으로 간택되었다.
1567년(명종 22) 1월 4일 예조판서(禮曹判書), 1월 18일 지중추부사(知中樞府事)를 거쳤으며, 5월 원접사로서 명의 사신을 접대했다.
10월 예조판서를 거쳐 1569년(선조 2) 윤6월 이조판서(吏曹判書)로 옮겼으나, 7월 대사헌 백인걸(白仁傑)이 자신을 탄핵하려 하자 병을 핑계로 사직했다.
이듬해 예조판서, 또 그 이듬해 1월 이조판서, 6월 우찬성(右贊成), 12월 우참찬(右參贊), 1572년(선조 5) 11월 형조판서, 12월 공조판서(工曹判書)를 거쳤다.
1576년(선조 9) 7월 다시 이조판서로 임명되었으나, 홍문관과 대간(臺諫)의 탄핵을 받았다. 이때 왕이 탄핵을 윤허하지 않았지만 병을 핑계로 사직했다.
이듬해 9월 왕이 문묘(文廟)를 배알할 때 호가(扈駕)했는데, 병으로 집에 돌아갔으며, 이후 여생을 두문불출하며 지냈다.
1581년(선조 14) 향년 75세로 졸했으며, 1758년(영조 34) 문경(文景)이라는 시호가 내려졌다.

## 사후
《박충원 묘》는 경기도 고양시 덕양구에 있다. 1989년 10월 23일 고양시의 향토유적 제26호로 지정되었다.

## 가족 관계
- 증조 - 박미(朴楣, 1433년 ~ 1491년) : 예조참의(禮曹參議)
  - 조부 - 박광영(朴光榮, 1463년 ~ 1537년) : 경주부윤(慶州府尹), 밀성군(密城君)
    - 아버지 - 박조(朴藻, 1482년 ~ 1521년)[8] : 귀후서별제(歸厚署別提), 증이조판서(贈吏曹判書)
    - 어머니 - 부응교(副應敎), 증이조참판(贈吏曹參判) 기찬(奇襸, 1424년 ~ 1492년)의 딸[8],[9]
      - 동생 - 박효원(朴孝元, 1511년 ~ ?)[8] : 의금부경력(義禁府經歷)
      - 부인 - 첨정(僉正) 이인수(李麟壽)의 딸[8]
        - 장남 - 박계현(朴啓賢, 1524년 ~ 1580년) : 지중추부사(知中樞府事)
        - 차남 - 박응현(朴應賢)[1] : 전함사별제(典艦司別提)
        - 3남 - 박용현(朴用賢)[1] : 한성부참군(漢城府參軍)
        - 4남 - 박호현(朴好賢, 1550년 ~ ?)[1] : 생원(生員), 박안행(朴安行, 1578년 ~ 1656년)의 아버지
        - 첫째 사위 - 이원성(李元成)[1] : 수군절도사(水軍節度使), 이정규(李廷圭, 1587년 ~ 1643년)의 조부
        - 둘째 사위 - 윤의로(尹毅老)[1]
        - 셋째 사위 - 신사정(申士楨)[1] : 주부(主簿)